# Werne–Bockum-Höveler Eisenbahn
Die Werne-Bockum-Höveler-Eisenbahn (WerBH) ist ein Eisenbahnunternehmen, das zur RAG Aktiengesellschaft gehört.

## Strecke
Auf der 12 km langen Strecke vom Bahnhof Hamm-Bockum-Hövel nach Werne wurden bis 2018 jährlich 0,6 Millionen Tonnen Güter transportiert, vorrangig Kohle zum Kraftwerk Gersteinwerk im Werner Stadtteil Stockum, aber auch Waggons von Anschließern.
Die Strecke zweigt am Bahnhof Hamm-Bockum-Hövel von der aus Richtung Münster kommenden DB-Strecke ab und führt nach Werne bis zum Gelände der Zeche Werne. Diese Verbindung wurde 1902 gebaut, um die Zeche Werne an das Schienennetz anzuschließen. Die Kohle wurde hauptsächlich zu einem Stahlwerk des Georgs-Marien-Bergwerks- und Hüttenvereins nach Georgsmarienhütte transportiert. Im Jahr 1975 wurde die Zeche Werne geschlossen; danach wurde hier vorrangig Kohle zum Gersteinwerk transportiert, bis der mit Steinkohle befeuerte Block K des Gersteinwerkes am 29. März 2019 stillgelegt wurde. Bis mindestens 1944 gab es, nach Einzeichnungen auf der jeweiligen topographischen Karte, einen Anschluss der Zeche Radbod am damaligen Schacht IV, im Bereich des heutigen Umspannwerks an der Wittekindstraße.

## Personenverkehr
Bis zum 15. November 1985 betrieb die WerBH einen Personenverkehr auf ihrer Strecke in Form eines Güterzugs mit Personenbeförderung (GmP). Für die zwölf Kilometer mit zum Schluss einem Zwischenhalt in Stockum benötigte der Zug etwa 30 Minuten. Zum Ende des Betriebes fuhr lediglich ein Zugpaar morgens an Werktagen außer samstags, das in Bockum-Hövel Anschluss an einen Zug nach Hamm bot. Bis zur Einstellung des Personenverkehrs war die Strecke im Kursbuch der DB gelistet. Bei der Einstellung betrug der Personenverkehr nur etwa 700 Fahrgäste im Jahr.
Die Haltepunkte dieser Strecke waren früher: Bockum-Hövel WerBHE, Bockum-Hövel (an der Hammer Straße), Stockum (am Kraftwerk) und Werne a.d. Lippe-Ost.
Bis 1975 herrschte im Personenverkehr noch Dampfbetrieb. In den letzten Betriebsjahren hielt die Bahn als Personenwagen einen von den Osthannoverschen Eisenbahnen übernommenen Beiwagen bereit, der meist hinter einer Diesellok zum Einsatz kam. Bis zum Schluss kostete eine Fahrt 50 Pfennig.
Der Wagen befand sich bislang in Dortmund im Museum der Zeche Zollern. Im Oktober 2011 erwarben Eisenbahnfreunde Wismar e.V. den Beiwagen, der 1939 unter der Fabriknummer 21212 von der Waggonfabrik Wismar für die Bleckeder Kleinbahn gebaut worden war. Er soll nach Wismar zurückkehren und dort wieder fahrbereit gemacht werden.

## Masterplan Verkehr der Stadt Hamm
Der „Masterplan Verkehr“ der Stadt Hamm sieht in seinem Prognosenetz die Einrichtung einer Stadtbahn nach 2015 vor. Die Werne-Bockum-Höveler Bahntrasse soll in diesem neuen Verkehrsnetz für eine innerstädtische Stadtbahn und eine Regiostadtbahn Hamm–Dortmund genutzt werden.